# Jeff Daniels
Jeffrey Warren Daniels (Athens, Georgia, 19. veljače 1955.) je američki filmski glumac.
Među njegovim poznatijim ulogama je ona u komediji Glup i gluplji iz 1994. godine, a iste godine glumio je i u Brzini. Trenutačno živi u gradu Chelsea u Michiganu, gdje rukovodi kazališnom kompanijom Purple Rose Theater Company, koju je sam osnovao.
Glumio je i u filmu Nesanica s mladom Emily Bergl.

## Nagrade i nominacije
Osvojena nagrada Saturn u kategoriji najboljeg glumca (na filmu), za film Arachnophobia (eng. Arachnophobia).

## Vanjske poveznice
- Jeff Daniels u internetskoj bazi filmova IMDb-u (engl.)